# Vliegbasis Kalixfors
Vliegveld Kalixfors (code: ESUK) is een militair vliegveld aan de weg tussen de stad Kiruna en Kalixfors. Het ligt een aantal kilometers ten zuidwesten van Luchthaven Kiruna waarmee het nog weleens verward wordt. 